# Serra dels Esgavellats
La Serra dels Esgavellats és una serra situada al municipi de la Llacuna a la comarca de l'Anoia, amb una elevació màxima de 919 metres.